# میشائیل شوان
میشائیل شوان (آلمانی: Michael Schwan; ۵ نوامبر ۱۹۳۹) قایقران روئینگ اهل آلمان بود.
وی در مسابقات کشوری و بین‌المللی در مجموع برندهٔ ۱ مدال طلا، ۲ مدال نقره، ۱ مدال برنز شده‌است.